# 사랑활동의 내구성
"사랑활동의 내구성"은 2010년에 개봉한 대한민국의 영화이다.

## 캐스팅
- 최무인 : 신구 역
- 한태수 : 성준승 역
- 전소현 : 성자 역
- 홍승아 : 희수 역